# Bubenhausen (Bad Berleburg)
Bubenhausen ist ein untergegangenes Dorf der heutigen Stadt Bad Berleburg im Kreis Siegen-Wittgenstein in Nordrhein-Westfalen. Bubenhausen gehörte zum Kirchspiel Elsoff.

## Lage
Der Ort lag vier Kilometer westlich von Alertshausen in unmittelbarer Umgebung von Christianseck auf der Anhöhe Große Bubenbracht (643 m).

## Geschichte
Im Jahr 1395 verkauft Gerlach von Diedenshausen seinen kompletten Anteil am Dorf an Brosken von Viermünden. Geographische Bezeichnungen sind im Zusammenhang zu suchen mit dem adligen Grundherren Buobo von Elsoff. Der Name Buobo taucht unter Bubenberg, Bubenkirchenbach oder Biebighausen auf. 1591 wird der Ort in einer hessisch-wittgensteiner Grenzdifferenz noch erwähnt, ebenso in einer Grenzbeschreibung der Vogtei Elsoff von 1610.

## Frühere Namen
- 1395: Bubenhuißen
- 1610: Bobenhaußen